# Pachydillo
Pachydillo är ett släkte av kräftdjur. Pachydillo ingår i familjen Armadillidae.
Kladogram enligt Catalogue of Life:
| Pachydillo | \| \| Pachydillo pauperculus \| \| \| \| \| \| Pachydillo rhodesiensis \| \| \| \| |
|            | \| \| Pachydillo pauperculus \| \| \| \| \| \| Pachydillo rhodesiensis \| \| \| \| |
|            | Pachydillo pauperculus                                                             |
|            |                                                                                    |
|            | Pachydillo rhodesiensis                                                            |
|            |                                                                                    |